# Вівтар трьох Королів
Вівтар трьох Королів (нім. Dreikönigsaltar), також Вівтар кельнських патронів (нім. Altar der Kölner Stadtpatrone), Кельнський соборний образ (нім. Kölner Dombild) — триптих Штефана Лохнера, виставлений в капеллі Марії Кельнського собору.

## Історія
Штефан Лохнер намалював цей триптих близько 1445 року для капелли Святої Марії з Єрусалиму, що належала міській ратуші Кельна. 1810 року, під час французької окупації Кельна, «Вівтар трьох Королів» було перенесено до Кельнського собору, де він зберігається й донині.
Першу письмову згадку про вівтар знайдено в подорожніх нотатках Альбрехта Дюрера. 1520 року Дюрер під час своєї подорожі до Нідерландів зробив зупинку в Кельні й заплатив два білих пфеніги за те, що йому показали у відкритому виді вівтар майстра Штефана Кельнського.

## Короткий опис
Центральний мотив триптиха, Три Святі Королі, зображено на центральному панно завбільшки 260 × 285 см. На лівій стулці, 260 × 142 см, намальована Свята Урсула з почтом непорочних дів. На правій стулці зображений Святий Гереон Кельнський. Триптих обрамлений вирізаним з дерева масверком. На зовнішній стороні вівтаря зображена сцена Благовіщення. Зовнішню сторону вівтаря можна побачити в Адвент та у піст, коли стулки вівтаря закриті. 

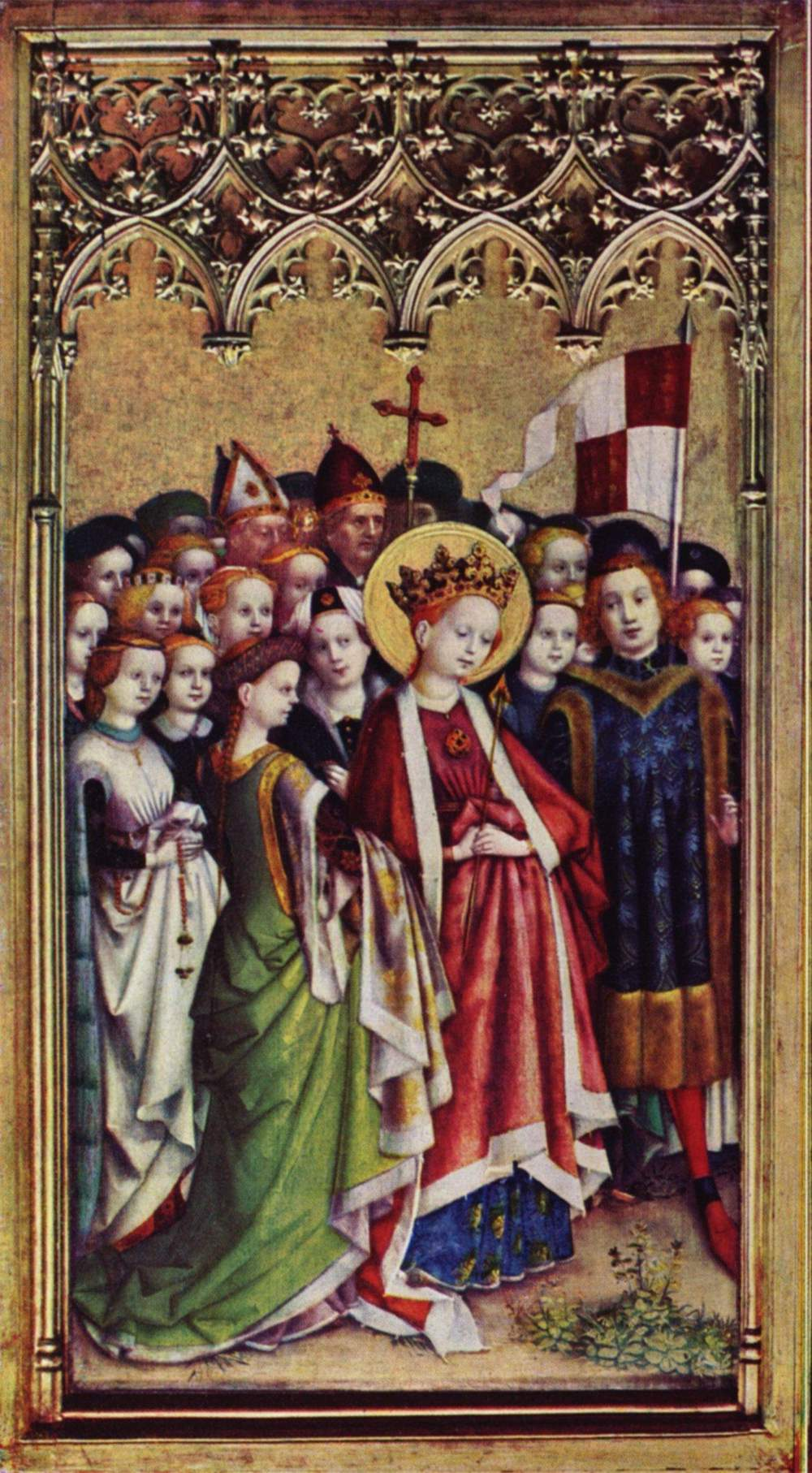
Ліва стулка зі Святою Урсулою
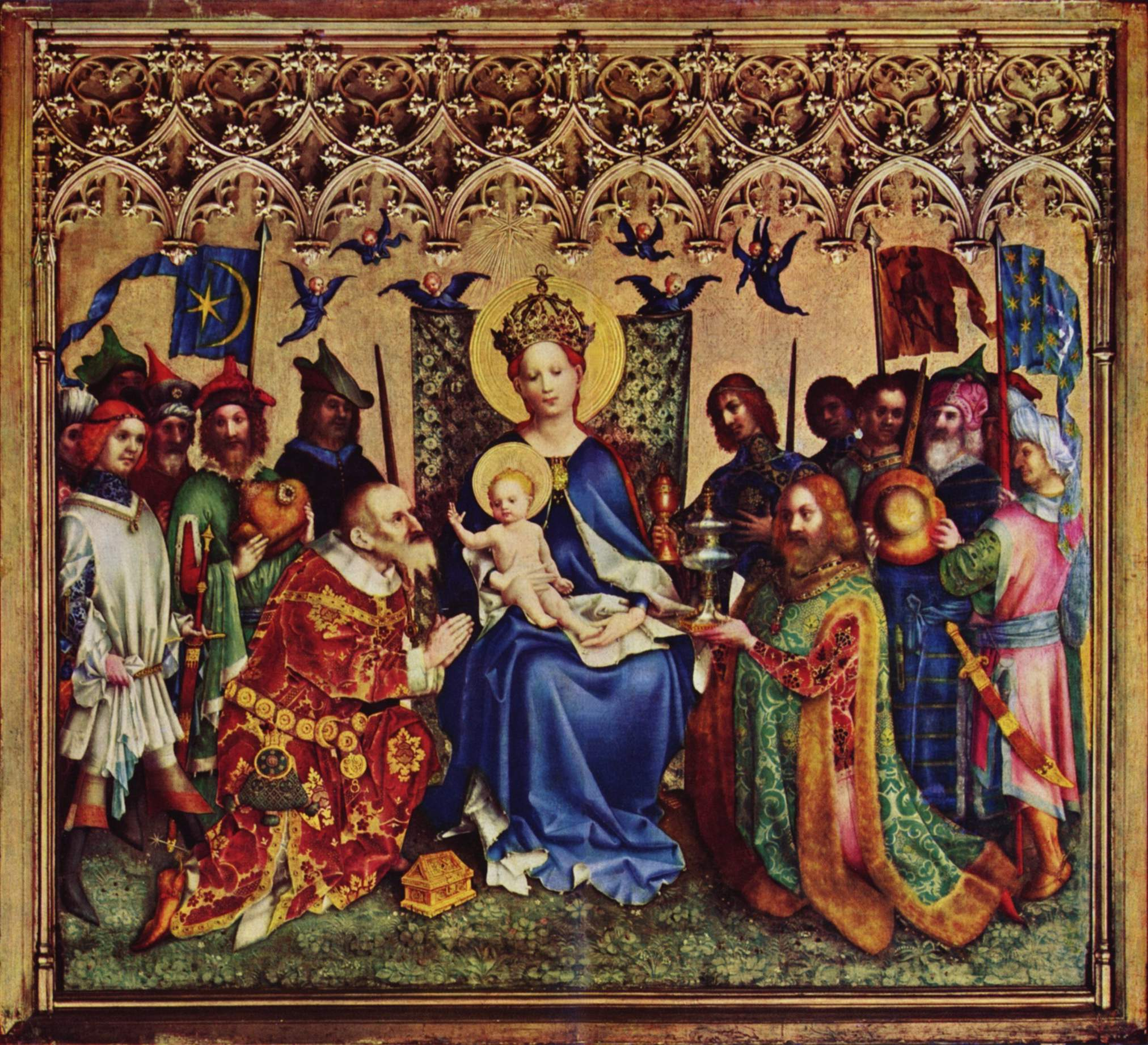
Середнє панно з трьома Королями
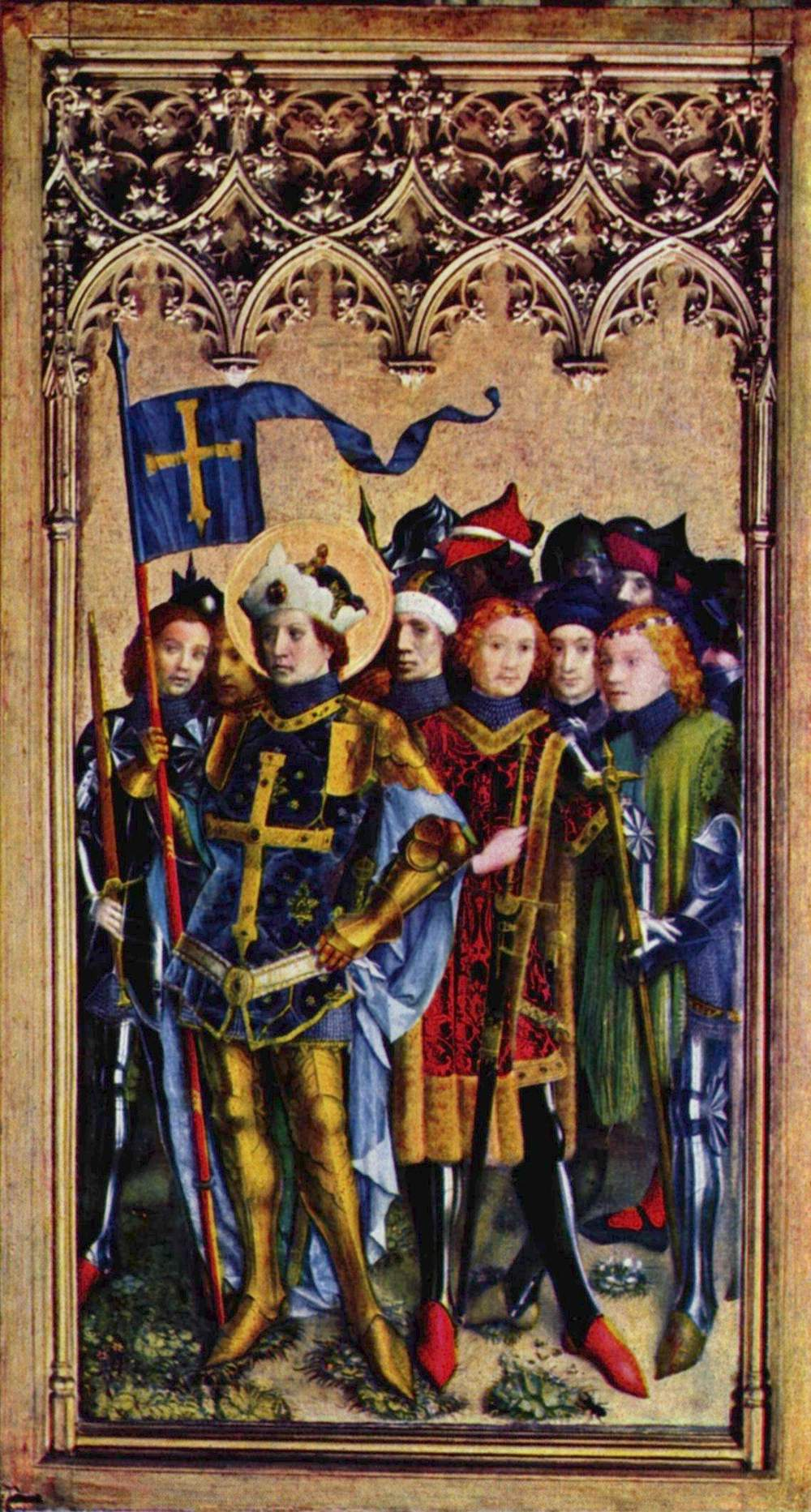
Права стулка зі Святим Гереоном
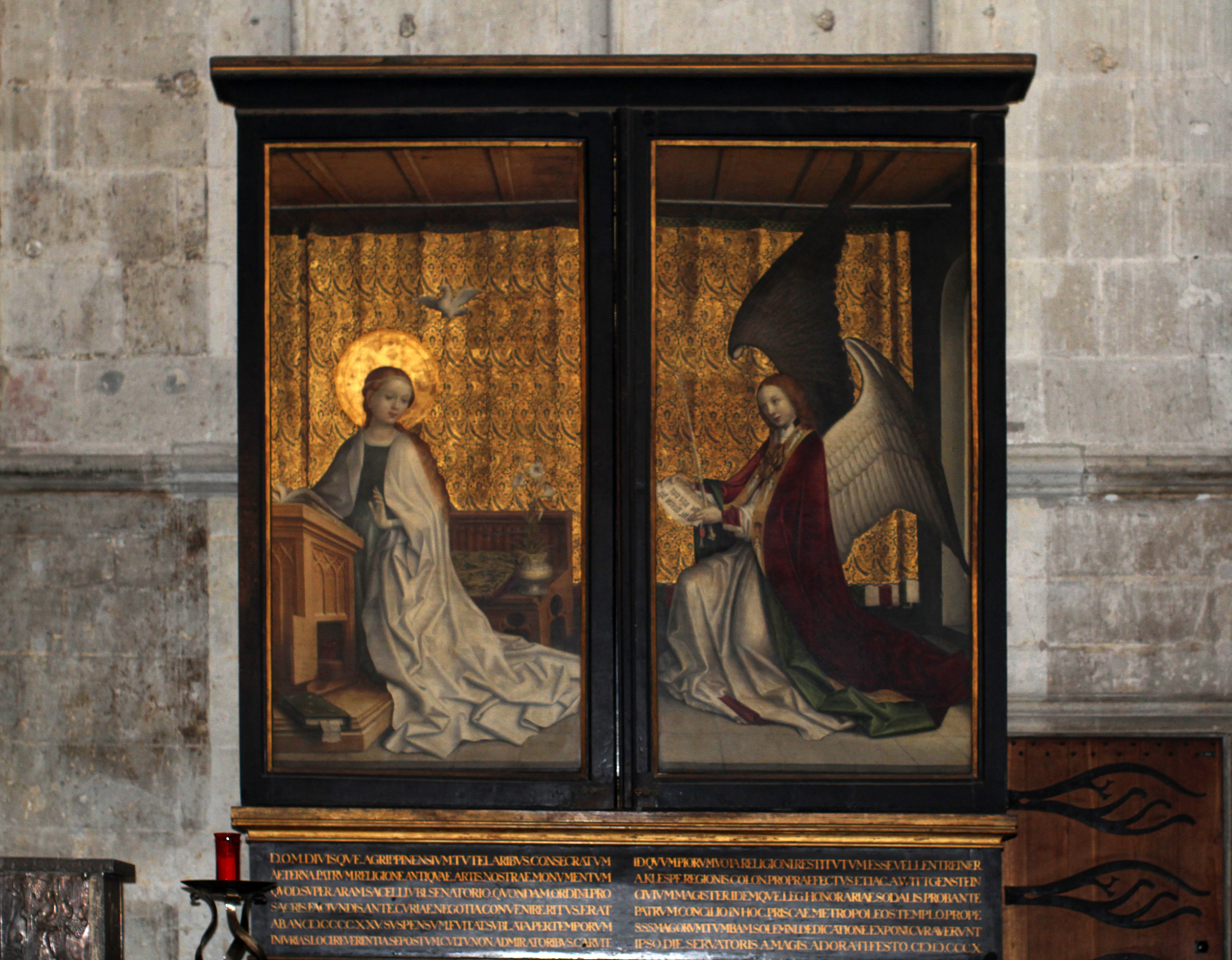
Зовнішня сторона зі сценою Благовіщення